# Otto Hutzinger
Otto Hutzinger (* 14. März 1933 in Wien; † 22. September 2012 in Bad Ischl) war ein österreichischer Chemiker. Als Herausgeber des Handbook of Environmental Chemistry und mehrerer Fachzeitschriften hat er die Entwicklung der Umweltchemie mitgeprägt. Sein wissenschaftlicher Ansatz war, eine Substanz zu betrachten und ihre Wechselwirkungen mit verschiedenen Umweltmedien zu verfolgen.

## Leben
Otto Hutzinger studierte von 1947 bis 1952 an der Technischen Hochschule Wien für Chemische Industrie und Handel, anschließend war er für das österreichische Pharmaunternehmen EBEWE Pharma tätig. Im Jahre 1958 wanderte Otto Hutzinger nach Kanada aus, an der University of Saskatchewan erreichte er 1963 den Master-Abschluss in Chemie und 1965 den mit der Promotion vergleichbaren Ph.D.-Abschluss. 1965 erhielt er die kanadische Staatsbürgerschaft. Von 1965 bis 1967 war er als NIH-Postdoctoral fellow im Fach Biochemie an der University of California, Davis tätig.
Von 1967 bis 1974 arbeitete Otto Hutzinger als Wissenschaftler am National Research Council of Canada. 1974 wurde er als Professor und Direktor des Labors für Umwelt- und Toxikologische Chemie an die Universität Amsterdam berufen. Ab 1983 bis zu seiner Emeritierung 1998 war Hutzinger Inhaber des Lehrstuhls für Ökologische Chemie und Geochemie der Universität Bayreuth.
Otto Hutzinger begründete 1980 die bis heute jährlich abgehaltene DIOXIN Conference. Daneben begründete er den internationalen Kongress ECOINFORMA, der zwischen 1989 und 2001 sechsmal stattfand. Heute ist die ECOINFORMA eine Nebenveranstaltung der EnviroInfo.
Von 1980 an war er Herausgeber des Handbook of Environmental Chemistry.
Ab 1988 gab er die Zeitschrift Umweltwissenschaften und Schadstoff-Forschung (UWSF) und von 1993 an die Environmental Science and Pollution Research (ESPR) heraus. Bei beiden Zeitschriften blieb er bis 2005 Herausgeber.
Hutzinger gilt als Initiator der im November 1990 gegründeten Fachgruppe Umweltchemie und Ökotoxikologie der Gesellschaft Deutscher Chemiker und war bis Ende 1994 ihr erster Vorsitzender.
1991 gründete er das Bayerische Institut für Abfallforschung (heute bifa Umweltinstitut GmbH) in Augsburg, dessen wissenschaftlicher Direktor er von 1991 bis 1996 war. Zuletzt lebte er in der Nähe von Bad Ischl.
Viel zitiert wurde der ironisch gemeinte Titel eines Editorials in der UWSF aus dem Jahr 1990: Gott schuf 91 Elemente, der Mensch etwas mehr als ein Dutzend und der Teufel eines – das Chlor. In dem Text sprach er sich gegen eine Verteufelung der Chlorchemie und für einen „wissenschaftlichen und vernünftigen Ansatz“ zu ihrer Bewertung aus.